# Goodbye Volcano High
Goodbye Volcano High es un videojuego de aventuras desarrollado por el estudio canadiense KO_OP.
El videojuego se anunció el 11 de junio de 2020 en la presentación en línea de Sony "Future of Gaming", evento enfocado en videojuegos futuros para la PlayStation 5. Originalmente, el videojuego estaba previsto para salir en octubre del 2021, pero su fecha de lanzamiento fue retrasada múltiples veces, finalmente siendo lanzado el 29 de agosto de 2023 para PlayStation 4, PlayStation 5 y Windows.

## Sinopsis
Ambientado en un mundo de personajes que consisten de dinosaurios antropomórficos, el videojuego se centra en los miembros de la banda VVorm Drama: Fang, el pterosaurio no binario (personaje al que pone voz Lachlan Watson) y su mejor amiga Trish, la presidenta del consejo estudiantil de la escuela, Naomi, y el hermano de Fang, Naser, mientras se aventuran a través de los altibajos de su último año como estudiantes de Volcano High, con la graduación asomando en el horizonte.

## Desarrollo
En agosto de 2021, KO_OP anunció el retraso del lanzamiento de Goodbye Volcano High hasta algún momento de 2022. Los desarrolladores querían evitar la crisis relacionada con la Pandemia de COVID-19, y ya habían contratado a un nuevo equipo de guionistas en junio de 2020 para reiniciar toda la dirección narrativa del juego. En noviembre de 2022, se reveló un nuevo tráiler y se anunció que el videojuego se retrasaría hasta 2023.
En junio de 2021, antes de la salida del videojuego, Cavemanon Studios, un equipo de desarrollo compuesto por usuarios de 4chan, lanzó un «anti-fangame» llamado Snoot Game.